# Godley & Creme
Godley & Creme sind zwei britische Sänger und Videoclip-Produzenten.

## Karriere
Kevin Godley (* 7. Oktober 1945) und Lol Creme (* 19. September 1947) waren schon 1971 gemeinsam auf der LP Space Hymns des Musikers Ramases in Erscheinung getreten. Im Quartett mit den ebenfalls dort Beteiligten Eric Stewart (Gitarre und Gesang) und Graham Gouldman bildeten sie 1972 die Hotlegs und ab 1973 die Band 10cc. 1976 trennten sich Godley & Creme von 10cc und waren künftig als Duo tätig.
Ihre ab 1977 erschienenen Alben bewegen sich im Grenzbereich zwischen Progressive Rock und New Wave. Zu ihren Erfolgen zählen An Englishman in New York, Wedding Bells, Cry, A Little Piece of Heaven und 10,000 Angels. 1979 produzierten sie das Album Long Distance Romancer von Mickey Jupp.
Ab 1982 produzierten sie Video-Clips u. a. für The Police, Duran Duran, Frankie Goes to Hollywood, Peter Gabriel mit Kate Bush (Don’t Give Up) und Yes. Das Lied Cry aus dem Jahr 1985 bildete das musikalische Thema der Folge „Absolut Miami“ der Fernsehserie Miami Vice.
Zudem entwickelten sie Anfang der 1970er Jahre ein Effektgerät namens Gizmotron (The Gizmo) für elektrische Gitarre und Bass, das durch drehende Räder einen gestrichenen geigenähnlichen Sound ermöglichte.

## Diskografie

### Studioalben
| Jahr | Titel                    | Höchstplatzierung, Gesamtwochen, AuszeichnungChartplatzierungen (Jahr, Titel, Platzierungen, Wochen, Auszeichnungen, Anmerkungen) | Höchstplatzierung, Gesamtwochen, AuszeichnungChartplatzierungen (Jahr, Titel, Platzierungen, Wochen, Auszeichnungen, Anmerkungen) | Höchstplatzierung, Gesamtwochen, AuszeichnungChartplatzierungen (Jahr, Titel, Platzierungen, Wochen, Auszeichnungen, Anmerkungen) | Höchstplatzierung, Gesamtwochen, AuszeichnungChartplatzierungen (Jahr, Titel, Platzierungen, Wochen, Auszeichnungen, Anmerkungen) | Höchstplatzierung, Gesamtwochen, AuszeichnungChartplatzierungen (Jahr, Titel, Platzierungen, Wochen, Auszeichnungen, Anmerkungen) | Anmerkungen                          |
| Jahr | Titel                    | DE | AT | CH | UK | US | Anmerkungen                          |
| ---- | ------------------------ | --- | --- | --- | --- | --- | ------------------------------------ |
| 1977 | Consequences             | — | — | — | UK52 (1 Wo.)UK | — | Erstveröffentlichung: November 1977  |
| 1978 | L                        | — | — | — | UK47 (2 Wo.)UK | — | Erstveröffentlichung: August 1978    |
| 1981 | Ismism                   | — | — | — | UK29 (12 Wo.)UK | — | Erstveröffentlichung: Oktober 1981   |
| 1985 | The History Mix Volume 1 | — | — | — | — | US37 (15 Wo.)US | Erstveröffentlichung: September 1985 |
| 1988 | Goodbye Blue Sky         | DE44 (4 Wo.)DE | — | — | — | — | Erstveröffentlichung: April 1988     |

grau schraffiert: keine Chartdaten aus diesem Jahr verfügbar
Weitere Alben
- 1979: Freeze Frame
- 1983: Birds of Prey
- 1993: Images

### Kompilationen
| Jahr | Titel                             | Höchstplatzierung, Gesamtwochen, AuszeichnungChartplatzierungen (Jahr, Titel, Platzierungen, Wochen, Auszeichnungen, Anmerkungen) | Höchstplatzierung, Gesamtwochen, AuszeichnungChartplatzierungen (Jahr, Titel, Platzierungen, Wochen, Auszeichnungen, Anmerkungen) | Höchstplatzierung, Gesamtwochen, AuszeichnungChartplatzierungen (Jahr, Titel, Platzierungen, Wochen, Auszeichnungen, Anmerkungen) | Höchstplatzierung, Gesamtwochen, AuszeichnungChartplatzierungen (Jahr, Titel, Platzierungen, Wochen, Auszeichnungen, Anmerkungen) | Höchstplatzierung, Gesamtwochen, AuszeichnungChartplatzierungen (Jahr, Titel, Platzierungen, Wochen, Auszeichnungen, Anmerkungen) | Anmerkungen                                |
| Jahr | Titel                             | DE | AT | CH | UK | US | Anmerkungen                                |
| ---- | --------------------------------- | --- | --- | --- | --- | --- | ------------------------------------------ |
| 1987 | Changing Faces – The Very Best Of | — | — | — | UK4 Platin · (18 Wo.)UK | — | Erstveröffentlichung: August 1987 mit 10cc |
| 2017 | Body of Work (1978–1988)          | — | — | — | — | — | Erstveröffentlichung: 8. September 2017    |

### Singles
| Jahr | Titel Album                               | Höchstplatzierung, Gesamtwochen, AuszeichnungChartplatzierungen (Jahr, Titel, Album, Platzierungen, Wochen, Auszeichnungen, Anmerkungen) | Höchstplatzierung, Gesamtwochen, AuszeichnungChartplatzierungen (Jahr, Titel, Album, Platzierungen, Wochen, Auszeichnungen, Anmerkungen) | Höchstplatzierung, Gesamtwochen, AuszeichnungChartplatzierungen (Jahr, Titel, Album, Platzierungen, Wochen, Auszeichnungen, Anmerkungen) | Höchstplatzierung, Gesamtwochen, AuszeichnungChartplatzierungen (Jahr, Titel, Album, Platzierungen, Wochen, Auszeichnungen, Anmerkungen) | Höchstplatzierung, Gesamtwochen, AuszeichnungChartplatzierungen (Jahr, Titel, Album, Platzierungen, Wochen, Auszeichnungen, Anmerkungen) | Anmerkungen                         |
| Jahr | Titel Album                               | DE | AT | CH | UK | US | Anmerkungen                         |
| ---- | ----------------------------------------- | --- | --- | --- | --- | --- | ----------------------------------- |
| 1979 | An Englishman in New York Freeze Frame    | DE25 (9 Wo.)DE | — | — | — | — | Erstveröffentlichung: 1979          |
| 1981 | Under Your Thumb Ismism                   | — | — | — | UK3 Silber · (11 Wo.)UK | — | Erstveröffentlichung: August 1981   |
| 1981 | Wedding Bells Ismism                      | — | — | — | UK7 Silber · (11 Wo.)UK | — | Erstveröffentlichung: November 1981 |
| 1985 | Cry The History Mix Volume 1              | DE8 (13 Wo.)DE | AT12 (4 Wo.)AT | — | UK19 (17 Wo.)UK | US16 (17 Wo.)US | Erstveröffentlichung: März 1985     |
| 1988 | Love is Dead –                            | — | — | — | UK84 (3 Wo.)UK | — | Erstveröffentlichung: Januar 1988   |
| 1988 | A Little Piece of Heaven Goodbye Blue Sky | DE26 (11 Wo.)DE | AT18 (2 Wo.)AT | CH30 (1 Wo.)CH | — | — | Erstveröffentlichung: März 1988     |

Weitere Singles
- 1977: 5 O’Clock in the Morning
- 1978: Sandwiches of You
- 1980: Submarine
- 1980: Wide Boy
- 1982: Snack Attack
- 1983: Save A Mountain For Me
- 1983: Samson
- 1984: Golden Boy (Extended)
- 1988: 10,000 Angels

## Auszeichnungen
- 1985: MTV Video Music Awards: Video Vanguard Award